# Rheubarbariboletus persicolor
Bolet couleur de pêche
Espèce
Statut de conservation UICN

 DD  : Données insuffisantes
Rheubarbariboletus persicolor, le Bolet couleur de pêche, auparavant Xerocomus persicolor, est une espèce de champignon (Fungi) basidiomycète du genre Rheubarbariboletus dans la famille des Boletaceae. Il est caractérisé par sa chair plus au moins bleuissante au niveau du chapeau, son habitat typiquement méditerranéen et la base de son pied restant jaune safran vif en séchant.

## Taxonomie
Le nom correct complet (avec auteur) de ce taxon est Rheubarbariboletus persicolor (H. Engel, Klofac, H. Grünert & R. Grünert) Vizzini, Simonini & Gelardi, 2015.
L'espèce a été initialement classée dans le genre Xerocomus sous le basionyme Xerocomus persicolor H. Engel, Klofac, H. Grünert & R. Grünert, 1996.

### Synonymes
Rheubarbariboletus persicolor a pour synonymes :
- Boletus persicolor (H. Engel, Klofac, H. Grünert & R. Grünert) Assyov, 2005
- Xerocomus persicolor H. Engel, Klofac, H. Grünert & R. Grünert, 1996

### Phylogénie
Cette espèce a été décrite à l'origine en 1996 sous le nom de Xerocomus persicolor, sur la base de collections réalisées en Italie. Ce bolet a été trouvé dans des forêts mixtes avec Quercus rotundifolia, des pins et des chênes. En 2005, Boris Assyov proposa de transférer le taxon dans le genre Boletus. L'espèce a été reclassée dans le genre Rheubarbariboletus en 2015.

### Étymologie
L'épithète spécifique persicolor "pêche" fait référence à la couleur de son chapeau.

## Description du sporophore

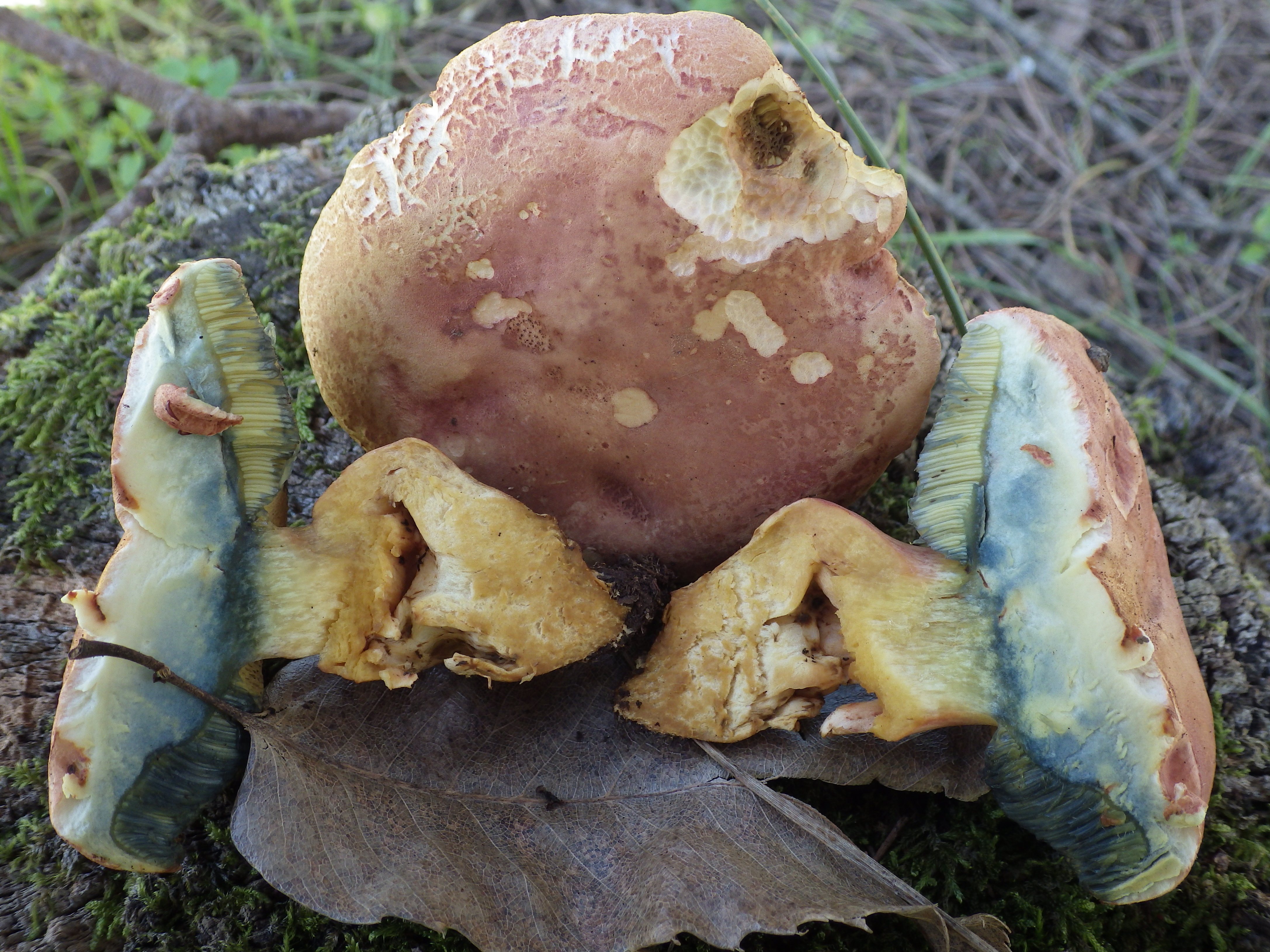
Coupe verticale

Les bolets sont des champignons dont l'hyménophore, constitué de tubes et terminés par des pores, se sépare facilement de la chair du chapeau. Ce chapeau d'abord rond, recouvert d'une cuticule, devient convexe à mesure qu’il vieillit. Ils ont un pied (stipe) central assez épais et une chair compacte. Les caractéristiques morphologiques de R. persicolor sont les suivantes :
Son chapeau mesure jusqu'à 5 cm, il est de couleur abricot à pêche, exceptionnellement orange jaunâtre ou jaune, se décolorant avec l'âge pour devenir ochracé avec une teinte rosâtre, sec, velouté et parfois craquelé.
L'hyménophore présente des tubes jaune citron, bleuissants en cas de blessure. Les pores sont concolores aux tubes, bleuissant lorsqu'ils sont meurtris.
Son stipe est cylindrique ou fusiforme, souvent incurvé à la base, jaune pâle à jaune, la moitié inférieure devenant progressivement orange à orange rougeâtre, la surface du stipe bleuissante.
La chair est jaunâtre dans le chapeau, jaune dans le stipe, jaune orangé à abricot dans la base du stipe (cette couleur est persistante et demeure après le séchage), bleuissant surtout dans le chapeau lorsqu'il est exposé à l'air. Sa saveur est douce.

### Caractéristiques microscopiques
Ses spores mesurent 11 à 15 μm x 4.5 à 5.5 μm.

## Habitat et distribution

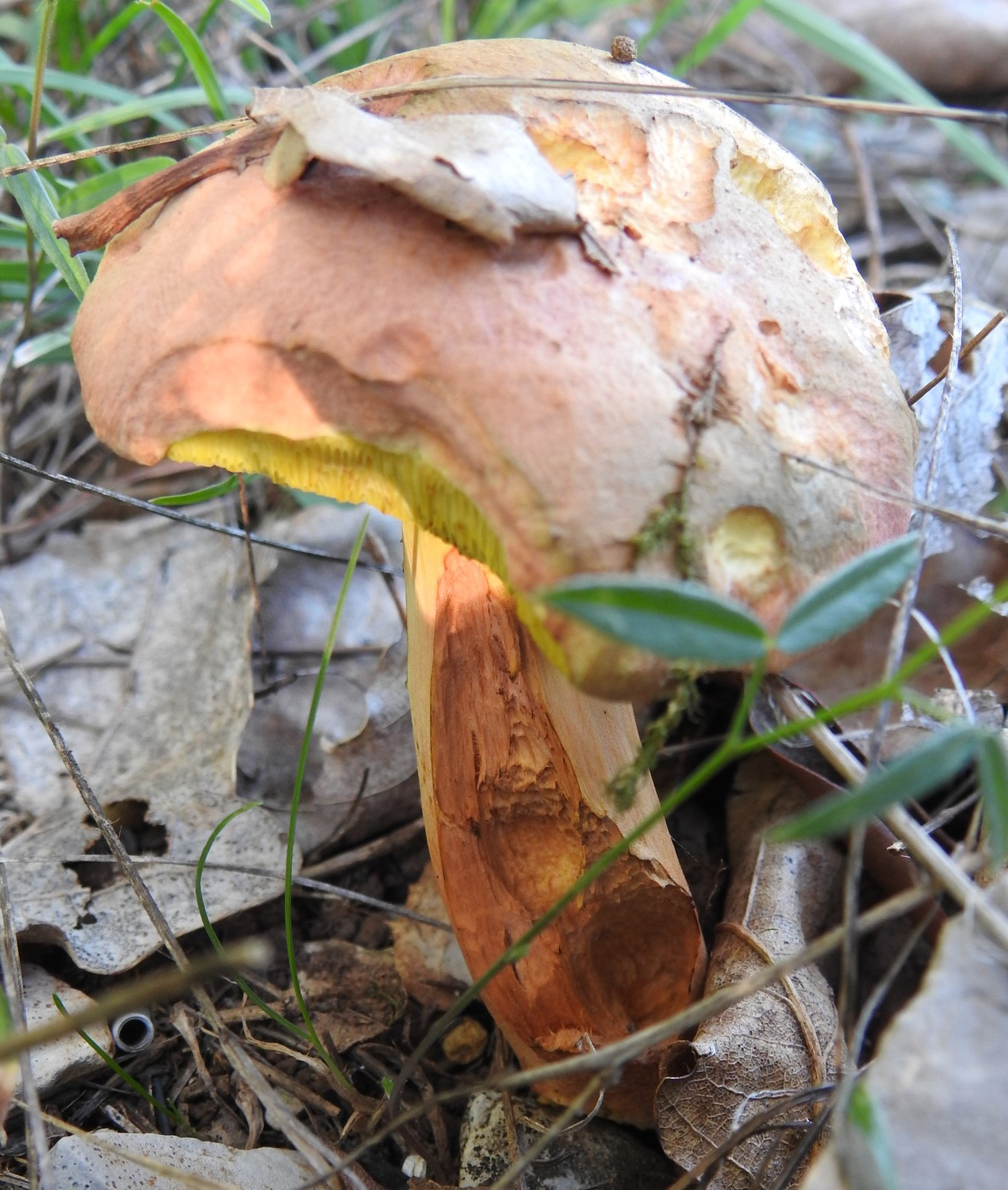
R. persicolor est une espèce méditerranéenne.

Il s'agit un champignon ectomycorhizien, venant dans les forêts thermophiles de feuillus, sous chênes (Quercus) et hêtres (Fagus), en périphérie méditerranéenne sur sol calcaire.

## Statut de conservation

### Régional
- Auvergne-Rhône-Alpes : classement de cette espèce en catégorie EN (En danger) au niveau régional[8].

## Comestibilité
Comme tous les Xerocomus au sens large, le Bolet couleur de pêche est une espèce d'intérêt culinaire donné comme moyen de par son faible goût et sa petite taille. Elle est comestible après cuisson, de préférence en retirant le pied et en privilégiant les jeunes spécimens dont les tubes ne sont pas très développés. De par sa rareté, il ne fait l'objet d'aucune consommation traditionnelle ou occasionnelle, de sorte qu'il est à considérer comme sans intérêt alimentaire .

## Confusions possibles
- Le Bolet abricot (Rheubarbariboletus armeniacus), qui est plus commun, est généralement moins robuste, moins bleuissant, moins méditerranéen et au stipe plus coloré, à la base ne restant pas jaune safran vif en séchant. Comestible.
- Le Bolet cramoisi (Aureoboletus gentilis) peut aussi  lui ressembler mais il est plus petit, au chapeau visqueux de saveur salée et à la couleur jaune du pied et des pores plus vif, jaune de chrome. Sans interêt alimentaire.